# Aumühle (Speichersdorf)
Aumühle ist ein Gemeindeteil der Gemeinde Speichersdorf im Landkreis Bayreuth (Oberfranken, Bayern). Aumühle liegt in der Gemarkung Ramlesreuth.

## Lage
Die Einöde liegt am Mühlbach, einem rechten Zufluss des Flernitzbachs. Ein Anliegerweg führt nach Ramlesreuth (0,1 km südwestlich).

## Geschichte
Von 1791/92 bis 1803 unterstand Aumühle dem preußischen Justiz- und Kammeramt Neustadt am Kulm. Am 30. Juni 1803 wurde u. a. Aumühle an Pfalzbayern abgetreten.
Mit dem Gemeindeedikt wurde Aumühle dem 1808 gebildeten Steuerdistrikt Plössen und der wenig später gebildeten Ruralgemeinde Ramlesreuth zugewiesen. Im Zuge der Gebietsreform in Bayern wurde Aumühle  am 1. Januar 1972 nach Speichersdorf eingemeindet.